# Vladimír Bouzek
Vladimír Bouzek, född 3 december 1920 i Třebíč, död 31 juli 2006 i Třebíč, var en tjeckoslovakisk ishockeyspelare.
Han blev olympisk silvermedaljör i ishockey vid vinterspelen 1948 i Sankt Moritz.